# Vassili Primakov
Vassili Primakov   (Moscou, 1979) és un pianista i artista discogràfic rus conegut per les seves interpretacions de Chopin.

## Educació
Primakov va néixer a Moscou i va començar els estudis a l'escola especial de música central de Moscou als onze anys com a alumne de Vera Gornostàieva. Després va assistir a l'Acadèmia de Música d'Occident a Santa Bàrbara i a la "Juilliard School" de Nova York, on va estudiar amb Jerome Lowenthal.

## Carrera interpretativa
El 1999, Primakov va guanyar el segon premi al Concurs Internacional de Piano de Cleveland i el 2001 va ser semifinalista al Concurs Van Cliburn. En escoltar la representació de Primakov de "La Valse" a la competició, el mateix Van Cliburn va dir "Tècnica prodigiosa, realment meravellosa", amb una "mirada de rapte a la cara". Primakov va guanyar la medalla de plata i el premi del públic. al Concurs Internacional de Piano Gina Bachauer del 2002. El 2007 va ser premiat per la "Classical Recording Foundation" amb el seu premi "Young Artist of the Year". El seu disc de 21 Mazurques de Chopin va ser nomenat "Millor de l'any" per "National Public Radio" (2009). El 2011, juntament amb la seva parella de duo Natalia Lavrova, Primakov va llançar un nou segell discogràfic LP Classics Home. El seu primer llançament va ser Arensky's Suites for Two Pianos, així com el primer volum de Live Performances de la seva antiga professora pianista soviètica Vera Gornostàieva.

## Discografia[6]
- Frédéric Chopin: Solo Piano Works (2004, Tavros)
- Beethoven: Sonatas Opp. 57 "Appassionata", 14/1, 111 (2008, Bridge)
- Chopin: Piano Concertos Nos. 1 & 2 (2008, Bridge)
- Chopin: 21 Mazurkas (2009, Bridge)
- Tchaikovsky: Grand Sonata, Op. 37; "The Seasons" Op. 37b (2009, Bridge)
- Schumann: Kreisleriana; Carnaval; Arabeske (2009, Bridge)
- Dvořák: Piano Concerto, Op. 33; Poetic Tone Pictures, Op. 85 (2009, Bridge)
- Schubert: 26 Waltzes; 13 Laendler, 4 Impromptus, Op. 90; Impromptus Nos 1 & 2, Op. 142 (2010, Bridge)
- Brahms: 3 Intermezzos, Op. 117; Chopin: Four Ballades; Scriabin: Sonata No. 4 (DVD, 2010, Bridge)
- "Primakov in Concert, Vol. 1" Brahms, Schubert, Tchaikovsky, Rachmaninoff; (2010, Bridge)
- Poul Ruders: Piano Concerto No. 2 (Norwegian Radio Orchestra, Sondergard) (2011, Bridge)
- Mozart Piano Concertos: No. 11, K. 413; No. 20, K. 466; No. 21, K. 467 (Odense SO, Gaudenz) (2011, Bridge)
- Rachmaninoff Recital: Preludes and Elegie from op.3, 23 & 32; Corelli Variations op.42 (2011, Bridge)
- Arlene Sierra: "Birds and Insects, Book 1"; (2011, Bridge)
- "Primakov in Concert, Vol. 2" Mendelssohn, J.S. Bach, P. Glass, Debussy (2011, Bridge)
- Mozart. Piano Concertos: No.17,K.453; No.22,K.482; (2012,Bridge)
- Arensky. Suites for Two Pianos; Lavrova/Primakov Piano Duo (2011,LP Classics)
- Vassily Primakov: Live in Concert. Works by Medtner, Schumann, Brahms and Ravel (2012, LP Classics)
- Chopin: 3 Sonatas; 4 Ballades; 4 Scherzos; (2013, LP Classics)
- F. Ries. Piano Sonatas and Sonatina for One Piano, Four Hands. Susan Kagan, and Vassily Primakov (Naxos, 2013)
- Live from the Gina Bachauer International Piano Festival: Lavrova/ Primakov Piano Duo. Works by Scriabin, Brahms, Busoni and Liszt (LP Classics, 2014)
- Rachmaninoff. Symphonic Dances; Suites for Two Pianos. Lavrova/ Primakov Piano Duo (LP Classics, 2014)
- Braam van Eeden. Piano Sonatas. Natalia Lavrova and Vassily Primakov, piano (LP Classics, 2014)
- Grand Duo. Weber & Mendelssohn. Alexey Gorokholinsky, Clarinet; Vassily Primakov, Piano (LP Classics, 2014)
- Chopin and Rachmaninoff Cello Sonatas. Ben Capps, Cello Vassily Primakov, Piano (LP Classics, 2015)
- Chopin. 51 Mazurkas (LP Classics,2015)

MusicWeb-International va anomenar el seu enregistrament de Concerts per a piano de Chopin "un dels grans enregistraments de Chopin dels darrers temps. Les interpretacions de Primakov dels dos concerts de piano de Chopin combinen la gràcia i el foc al servei d'una intensitat sense bandes. Són actuacions d'extraordinari poder i bellesa." I Gramophone va escriure: "L'empatia de Primakov amb l'esperit de Chopin difícilment podria ser més completa",. Pel que fa al seu CD de Chopin Mazurkas, Fanfare va escriure "Primakov ha fet un enregistrament de Chopin que tothom hauria d'escoltar".